# Xã Richland, Quận Monroe, Arkansas
Xã Richland (tiếng Anh: Richland Township) là một xã thuộc quận Monroe, tiểu bang Arkansas, Hoa Kỳ. Năm 2010, dân số của xã này là 160 người.